# Benjamin McKenzie
Benjamin (Ben) McKenzie Schenkkan (Austin, Texas, 12 september 1978) is een Amerikaans acteur.

## Biografie
McKenzie speelde American football op Austin High School voordat hij naar de Universiteit van Virginia ging, waar hij economie en buitenlandse zaken studeerde. Hij begon met acteren aan de universiteit en verhuisde in 2001 naar Los Angeles om acteerwerk te vinden.
Hij speelde in de serie The O.C. samen met Mischa Barton, die Marissa Cooper speelde. Ook in het echt waren ze korte tijd een koppel.
Tijdens de Democratic National Convention van 2004 en als voorstander van presidentskandidaat senator John Kerry gaf McKenzie een toespraak die jonge kiezers ertoe moest aanzetten te gaan stemmen. Hij is supporter van de Baltimore Orioles.

## Carrière
McKenzie had een paar kleine televisierollen voordat hij de rol kreeg van Ryan Atwood, een wilde tiener die opeens een nieuw leven krijgt in Newport Beach, in The O.C., wat een groot succes wordt.

## Filmografie
- Van 2003 t/m 2007: The O.C., als Ryan Atwood
- 2005: Junebug, als Johnny Johnsten
- 2007: 88 Minutes, als Mike Stemp
- 2008: Johnny Got His Gun, als Joe Bonham
- 2009: The Eight Percent, als John Keller
- 2009-heden: Southland, als Officer Ben Sherman
- 2014-2019: Gotham, als James (Jim) Gordon

### Gastrollen
- 2002: The District, als Tim Ruskin, aflevering 3.5
- 2003: JAG, als Petty Officer Spencer, aflevering 8.17
- 2004: MADtv, als Ryan Atwood